# Harle
De Harle is een rivier, waarvan het stroomgebied geheel ligt in de gemeente Wittmund in Oost-Friesland in de Duitse deelstaat Nedersaksen. De oude Friese gouw Harlingerland is naar de Harle genoemd.
De rivier ontspringt ten zuiden van de stad Wittmund en mondt via de spuisluis (de Siel) van Harlesiel en een gemaal uit in de Noordzee. Dicht bij het Wittmunder stadsdeel Willen komen drie beken, die ontspringen in het laagveengebied, bij elkaar in de Harle, het Nordertief, het Südertief en de Uthörner Leide. De bronnen van het Nordertief en het  Südertief liggen in de buurgemeente Aurich.
De loop van de Harle ligt ten oosten van de stad Wittmund, waarbij al meanderend richting het noorden de plaatsen Funnix, Altfunnixsiel, Neufunnixsiel en Carolinensiel worden gepasseerd en uiteindelijk via de haven van Harlesiel de Noordzee wordt bereikt.
Tot Carolinensiel is de Harle slechts geschikt voor de kanosport; van de haven van Carolinensiel tot Harlesiel vindt enige scheepvaart plaats. Vanuit de haven van Harlesiel vertrekt de veerdienst naar het Oost-Friese waddeneiland Wangerooge.
De monding van de Harle was tot de zestiende eeuw een steeds verder uitdijende delta, de Harlebucht, vergelijkbaar met de Dollard. Vanaf 1540 is de Harlebucht stapsgewijs ingepolderd.

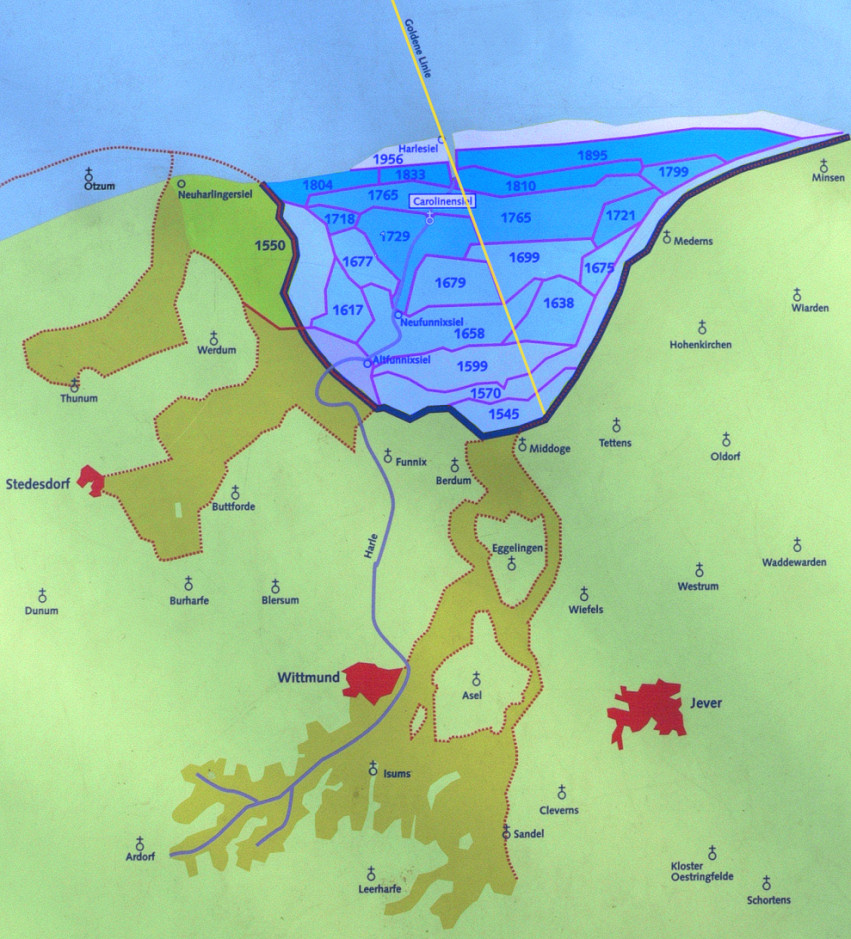
Schematische kaart van de inpolderingen van de Harlebucht, met jaartallen, en de Goldene Linie

## Goldene Linie
De Goldene Linie ontstond in 1666 als grens tussen het  toen door regentes Christina Charlotte van Württemberg geregeerde vorstendom Oost-Friesland en het Graafschap Oldenburg in de Harlebucht aan de Oostfriese Noordzeekust. Op het vasteland vormt ze de scheidingslijn tussen de Landkreise Landkreis Wittmund en Landkreis Friesland.
De Harlebucht werd sinds de 16e eeuw stapsgewijs ingepolderd. Om onenigheid om het bezit en de waterhuishouding van het nog in te dijken land te voorkomen, sloten vorstin Christine Charlotte  en graaf Anton Günther van Oldenburg op 22 december 1666 een grensverdrag.
Uitgangspunt was de grenspaal tussen Oost-Friesland en Jeverland op de in 1658 aangelegde dijk (de zgn. paaldijk (Pfahldeich)) tussen Neufunnixsiel  en Neugarmssiel. Van dat punt uitgaand trokken de door Oost-Friesland gemachtigde Nederlandse, aan het Hof van Holland gepromoveerde ingenieur Johan van Honert en de door Jeverland (Oldenburg) gemachtigde ingenieur Falk op een zeekaart een lijn naar een punt tussen twee bakens. Deze waren speciaal hiertoe op de rand van de hoge duinen op het oostelijk deel van het waddeneiland Spiekeroog en in het westen van Wangerooge geplaatst. De ingenieurs zouden de grens op de kaart met goudhoudende inkt hebben aangebracht. Dit verklaart de tot op de huidige dag op landkaarten, straatnaamborden, wegwijzers e.d. gebruikte aanduiding Goldene Linie.